# Franzensfeste

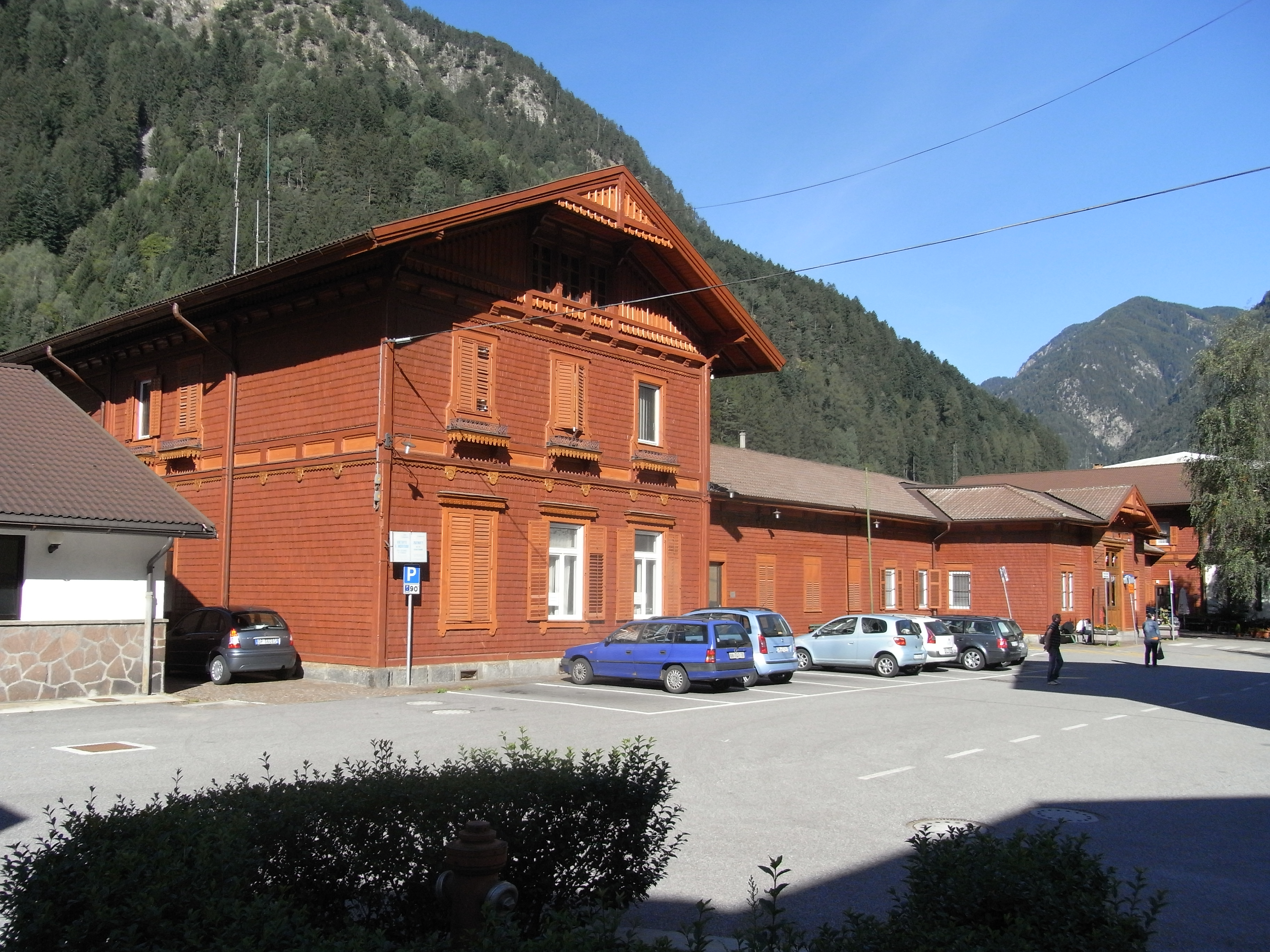

Franzensfeste (Italiaans:Fortezza) is een gemeente in de Italiaanse provincie Zuid-Tirol (regio Trentino-Zuid-Tirol) en telt 917 inwoners (31-12-2004) waarvan de meerderheid Duitstalig. De oppervlakte bedraagt 61 km², de bevolkingsdichtheid is 15 inwoners per km².

## Geografie
De gemeente ligt op ongeveer 749 meter boven zeeniveau en heeft aan de Brennerspoorlijn het station Fortezza-Franzensfeste.
Franzensfeste grenst aan de volgende gemeenten: Freienfeld, Mühlbach, Natz-Schabs, Sarntal en Vahrn.
De volgende Fraktionen maken deel uit van de gemeente:
- Franzensfeste (Fortezza)
- Grasstein (Le Cave)
- Mittewald (Mezzaselva)
- Oberau (Pradisopra)

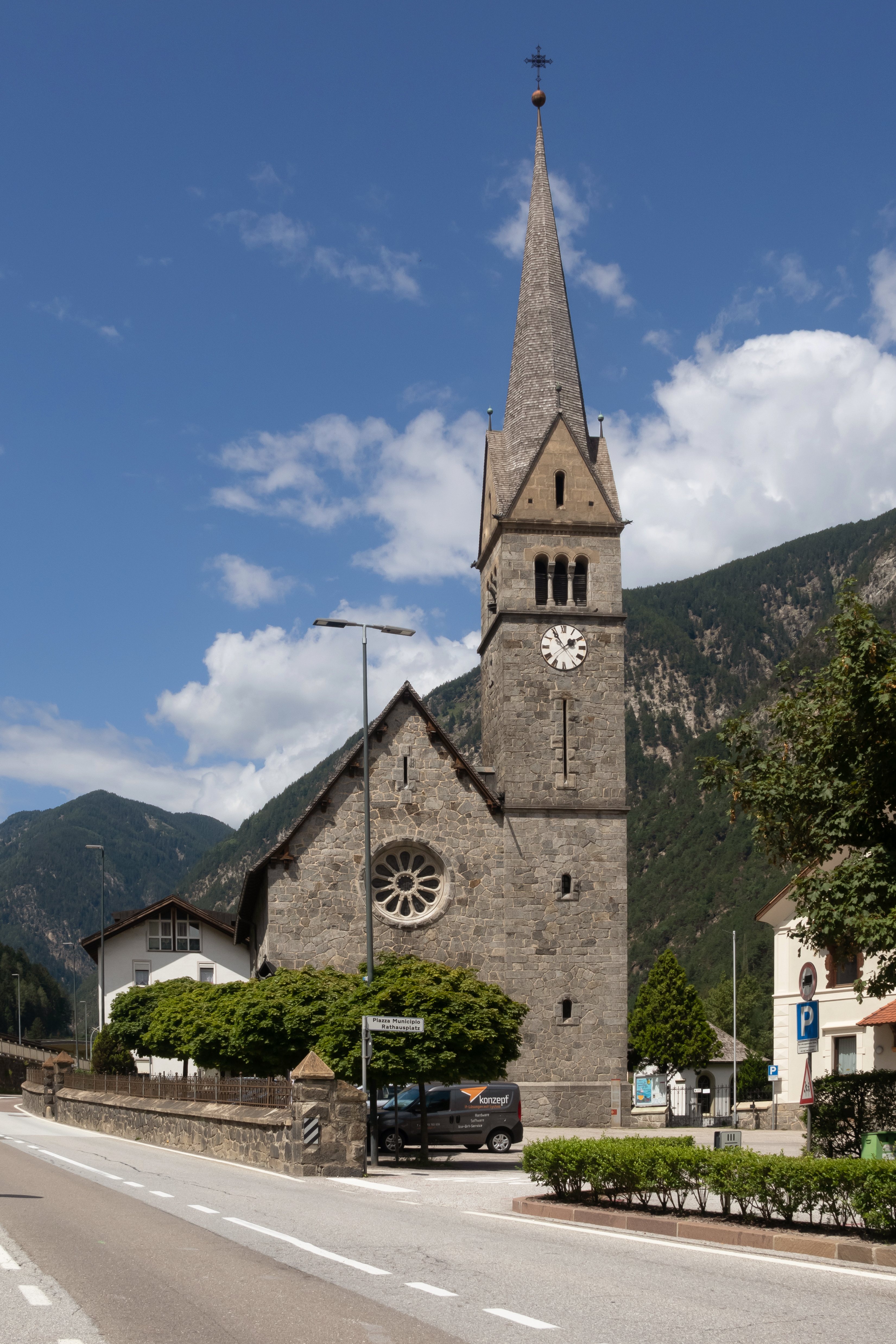
Franzenfeste, kerk:Pfarrkirche zum Heiligsten Herzen Jesu
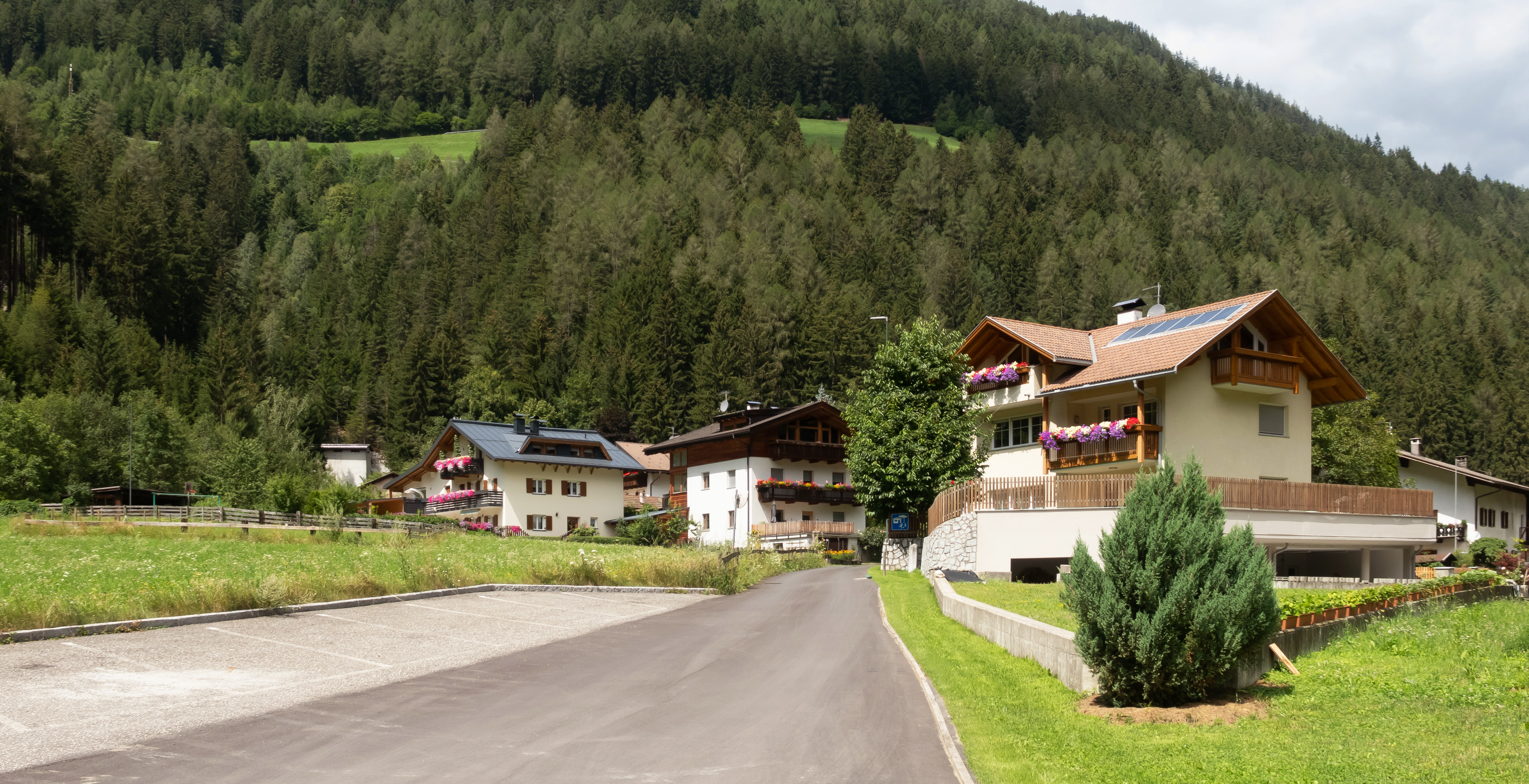
Grasstein, straatzicht
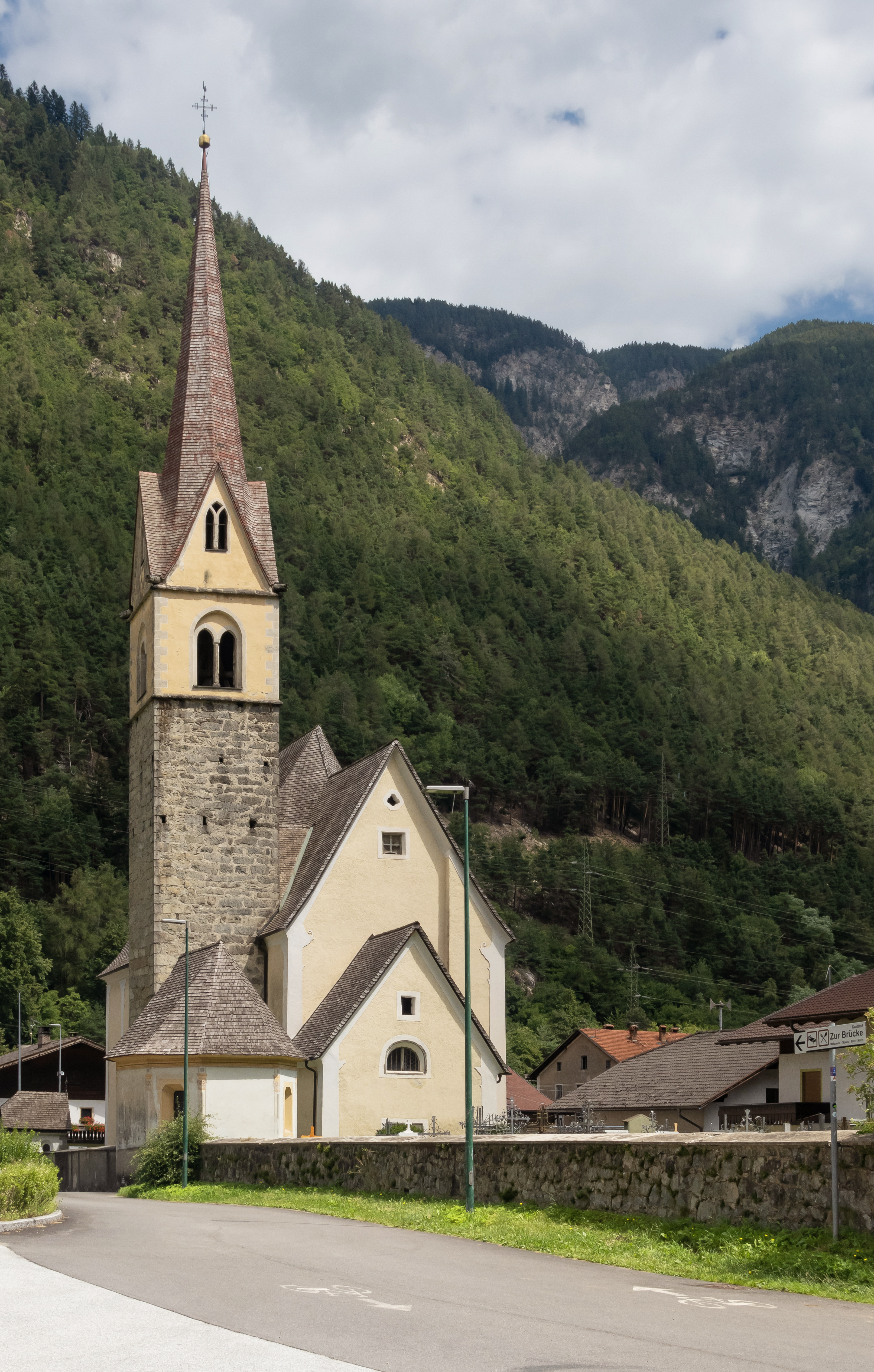
Mittewald, kerk: Pfarrkriche Sankt Martin

## Stuwmeer
Franzensfeste ligt aan een stuwmeer. Vlak voor het uitbreken van de Tweede Wereldoorlog werd een stuwdam met een kleine waterkrachtcentrale aangelegd ten zuiden van de plaats in het dal van de Eisack bij het Fort Fortezza. Het meer heeft een oppervlakte van 23 hectare en is zo’n 50 meter diep. Het water van het meer ligt 723 meter boven de zeespiegel.

## Verkeer
De plaats ligt langs de A22 autosnelweg.
Franzensfeste zal aan de Italiaanse zijde het eindpunt worden van de Brenner-basistunnel, een in totaal 64 kilometer lange spoorwegtunnel die tussen 2011 en 2025 onder de Brennerpas wordt aangelegd.

## Bezienswaardigheid
Op circa een kilometer ten zuiden van de plaats ligt Fort Franzensfeste. Dit fort werd tussen 1832 en 1838 door Oostenrijk-Hongarije gebouwd om vijandelijke aanvallen vanuit het zuiden te voorkomen. Het fort is nooit aangevallen. In 1919 is het fort in handen gekomen van het Italiaanse leger, maar in 2003 verliet zij het fort. Het is opengesteld voor het publiek.